# Hvězdná asociace
Jako hvězdná asociace se v astronomii označuje hvězdokupa, která je gravitací vázána pouze slabě. Hvězdy v otevřených hvězdokupách jsou vázány silněji a ještě silněji jsou vázány v kulových hvězdokupách. Hvězdné asociace objevil rusko-arménský astrofyzik Viktor Amazaspovič Ambarcumjan v roce 1947.
Hvězdné asociace se rozpadají v astronomicky poměrně krátké době řádu milionů let. Z toho vyplývá, že v současnosti pozorované asociace jsou složeny z nedávno vzniklých hvězd starých nanejvýš několik milionů let.
Nejvýznamnější asociace jsou Asociace Velké medvědice, Plejády, IC 2391, Asociace Kastora a Hyády.
Nejznámějším typem hvězdných asociací jsou OB asociace, které se vyznačují přítomností hvězd spektrálního typu O a B. Existují také asociace typu T, které jsou složeny z velmi mladých hvězd typu T Tauri, a asociace typu R, které jsou tvořeny mladými modrými hvězdami obklopenými mlhovinou, která odráží jejich vlastní světlo.